# Roberto Visentin (1953)
Roberto Visentin (Spilimbergo, 30 ottobre 1953) è un politico italiano.
È stato Deputato nella XI e Senatore nella XII legislatura e XIII legislatura con la Lega Nord.